# Шестірнянська сільська рада
| Шестірнянська сільська рада — колишній орган місцевого самоврядування у Широківському районі Дніпропетровської області з адміністративним центром у с. Шестірня. Сільській раді підпорядковані населені пункти: - с. Шестірня - с. Ганнівка - с. Новокурське |

## Склад ради
Рада складається з 16 депутатів та голови.

## Керівний склад сільської ради
| ПІБ                       | Основні відомості                                                                         | Дата обрання | Дата звільнення |
| ------------------------- | ----------------------------------------------------------------------------------------- | ------------ | --------------- |
| Редько Катерина Василівна | Сільський голова, 1960 року народження, освіта, член Всеукраїнського об'єднання «Громада» | 26.03.2006   | 31.10.2010      |
| Слюзко Наталія Василівна  | Сільський голова, 1962 року народження, освіта середня спеціальна, член Партії регіонів   | 31.10.2010   |                 |

Примітка: таблиця складена за даними джерела